# Meksyk na Zimowych Igrzyskach Olimpijskich 2014
Meksyk na Zimowych Igrzyskach Olimpijskich 2014 reprezentował jeden zawodnik.

## Narciarstwo alpejskie

### Mężczyźni
- Hubertus von Hohenlohe

| Konkurencja     | Zawodnik               | Zjazd (1.) | Zjazd (1.) | Zjazd 2. | Zjazd 2. | Suma | Miejsce |
| Konkurencja     | Zawodnik               | Czas       | Miejsce    | Czas     | Miejsce  | Suma | Miejsce |
| --------------- | ---------------------- | ---------- | ---------- | -------- | -------- | ---- | ------- |
| Zjazd           | Hubertus von Hohenlohe | -          | -          |          |          |      |         |
| Supergigant     | Hubertus von Hohenlohe | -          | -          |          |          |      |         |
| Slalom gigant   | Hubertus von Hohenlohe | -          | -          | -        | -        | -    | -       |
| Slalom          | Hubertus von Hohenlohe | DNF        | DNF        | DNF      | DNF      | DNF  | DNF     |
| Superkombinacja | Hubertus von Hohenlohe | -          | -          | -        | -        | -    | -       |